# Associazione Calcio Valdagno 1995-1996
Questa voce raccoglie le informazioni riguardanti l'Associazione Calcio Valdagno nelle competizioni ufficiali della stagione 1995-1996.

## Rosa
| N. |                   | Ruolo | Calciatore          |
| -- | ----------------- | ----- | ------------------- |
|    | Italia (bandiera) | C     | Lucio Beltrame      |
|    | Italia (bandiera) | C     | Andrea Cicconi      |
|    | Italia (bandiera) | P     | Roberto Colombo     |
|    | Italia (bandiera) | A     | Federico Cossato    |
|    | Italia (bandiera) | C     | Marco Faggin        |
|    | Italia (bandiera) | C     | Geminiano Franzoso  |
|    | Italia (bandiera) | D     | Riccardo Giacopuzzi |
|    | Italia (bandiera) | D     | Andrea Gorrini      |
|    | Italia (bandiera) | A     | Alessandro Guiotto  |
|    | Italia (bandiera) | C     | Marco Libassi       |
|    | Italia (bandiera) | D     | Rolando Maran       |

| N. |                   | Ruolo | Calciatore        |
| -- | ----------------- | ----- | ----------------- |
|    | Italia (bandiera) | C     | Cristian Pallanch |
|    | Italia (bandiera) | C     | Stefano Perin     |
|    | Italia (bandiera) | D     | Tonino Sarcinella |
|    | Italia (bandiera) | D     | Davide Soardo     |
|    | Italia (bandiera) | D     | Stefano Sora      |
|    | Italia (bandiera) | D     | Simonee Sorgenti  |
|    | Italia (bandiera) | A     | Dante Tamagnini   |
|    | Italia (bandiera) | C     | Alberto Trevisan  |
|    | Italia (bandiera) | P     | Mirco Vignale     |
|    | Italia (bandiera) | C     | Marco Zacchello   |